# Kevin McNaughton
Kevin Paul McNaughton (Dundee, Escocia, 28 de agosto de 1982), futbolista escocés. Juega de defensa y su actual equipo es el Wigan Athletic de la Football League One de Inglaterra.

## Selección nacional
Ha sido internacional con la Selección de fútbol de Escocia, ha jugado 4 partidos internacionales.

## Clubes
| Club                        | País       | Año       |
| --------------------------- | ---------- | --------- |
| Aberdeen FC                 | Escocia    | 2000-2006 |
| Cardiff City                | Gales      | 2006-2015 |
| Bolton Wanderers (préstamo) | Inglaterra | 2013-2015 |
| Wigan Athletic              | Inglaterra | 2015-     |

## Palmarés

### Campeonatos nacionales
| Título                       | Club         | País       | Año  |
| ---------------------------- | ------------ | ---------- | ---- |
| Football League Championship | Cardiff City | Inglaterra | 2013 |